# Fatima Jinnah
Fatima Jinnah, nazywana Matką Narodu (Madar i-Millat) (ur. 30 lipca 1893, zm. 8 lipca 1967 w Karaczi) – pakistańska polityk, stomatolog, bliska współpracowniczka i młodsza siostra Muhammada Alego Jinnaha, kandydatka na prezydenta w wyborach 2 stycznia 1965 z ramienia Combined Opposition Party (Partii Połączonej Opozycji), autorka książki o Muhammadzie Jinnahu Mój brat (1987).

## Życiorys
Miała siedmioro rodzeństwa łącznie z Muhammadem, który po śmierci ojca w 1901 stał się opiekunem siostry i zapewnił jej staranne wykształcenie (wbrew woli rodziny): Od 1902 uczęszczała do Bandra Convent, a od 1919 - do Dr. Ahmad Dental College na Uniwersytecie w Kalkcie. W 1923 założyła klinikę dentystyczną w Bombaju. Do 1918 mieszkała wspólnie z bratem, a gdy w 1929 zmarła jego żona, Fatima zamknęła klinikę i podjęła się prowadzenia jego domu. Jinnah zmarł w 1948.
W latach 1932–1940 wchodziła w skład Komitetu Roboczego Ligi Muzułmańskiej w prowincji Bombaj. W lutym 1941 w Delhi zainicjowała powstanie Ogólnoindyjskiej Federacji Muzułmańskich Studentek, następnie założyła Kobiecy Komitet Zapomogi, przekształcony potem w Ogólnopakistańskie Stowarzyszenie Kobiet. Wspierała osiedlanie się uchodźców w nowo powstałym Pakistanie, udzielała również pomocy stowarzyszeniom społecznym i edukacyjnym. Prezydenta Ayuba Khana określiła mianem dyktatora. Należała do zwolenników kompromisu z Indiami w sprawie rzeki Indus. Cieszyła się ogromną popularnością, co nie uchroniło jej jednak przed przegraną w wyborach.